# Левити
Левитите (на иврит: לֵוִי) са едно от дванайсетте израилски племена, потомци на Леви, един от синовете на патриарха Яков.
След установяването на евреите в Ханаан, левитите са единственото племе, на което не е разрешено да притежава земя, а членовете му се установяват в градовете, където им се възлагат и определени религиозни и политически дейности. Към левитите традиционно принадлежат и еврейските свещенослужители - коените.